# C3 Creative Code and Content
C3 Creative Code and Content ist eine deutsche Content-Marketing-Agentur. Sie entstand im Januar 2015 aus der Fusion von KircherBurkhardt (Berlin) mit Burda Creative Group (München).

## Geschichte
Zu Jahresbeginn 2015 vereinten sich der Münchner Verlag Burda Creative Group – eine eigenständige GmbH für Unternehmensmedien innerhalb von Hubert Burda Media – und die Berliner auf Graphik- und Editorial Design spezialisierte Agentur KircherBurkhardt GmbH zur C3 Creative Code and Content GmbH mit Sitz in München. Burda hält zunächst 50 (inzwischen 85) Prozent an der C3 Creative Code and Content GmbH, die beiden Mitgeschäftsführer Lukas Kircher und Rainer Burkhardt zunächst je 25 (inzwischen 7,5) Prozent.
Der Kundenstamm von KircherBurkhardt und Burda Creative wurde unter dem Dach C3 gebündelt. Dazu zählen unter anderem Deutsche Bahn, Bundeswehr, Volkswagen, Robert Bosch, Telekom, Porsche, Allianz, Edeka und Haniel.
Die Schweizer Agentur Arnold.KircherBurkhardt AG, Zürich, an der KircherBurkhardt zu 50 Prozent beteiligt war, bleibt selbständiges Unternehmen, firmiert aber unter der Marke C3 als C3 Creative Code and Content (Schweiz) AG.

### KircherBurkhardt
KircherBurkhardt war eine auf Corporate Publishing und Content Marketing spezialisierte Agentur in Berlin. Der Graphiker Lukas Kircher gründete das Unternehmen 1999, zunächst als eine auf Zeitungs- und Zeitschriftendesign (Editorial Design) spezialisierte Agentur. Mit Rainer Burkhardt, der 2002 in das Unternehmen eintrat, erweiterte sich die Bandbreite auf Unternehmensmagazine, und die Agentur wurde in KircherBurkhardt umbenannt.
Bedeutende Kunden waren die Robert Bosch GmbH, die ihr Mitarbeitermagazin Bosch Zünder bei KircherBurkhardt produzieren ließ, die Deutsche Bahn mit den Mitarbeitermagazinen DB Welt und der internationalen Ausgabe DB World sowie die Bundeswehr mit dem Y – Das Magazin der Bundeswehr. Das Porsche-Kundenmagazin Christophorus holte KircherBurkhardt gemeinsam mit der Stuttgarter Agentur Headline GmbH, an der sich KircherBurkhardt beteiligte. Im Herbst 2010 wurde aus Headline die eigenständige KircherBurkhardt Stuttgart GmbH.

### Burda Creative Group
Die Burda Creative Group GmbH (kurz: BurdaCreative) war ein Full-Service-Dienstleister für Content Marketing und Corporate Publishing und Teil des Medienkonzerns Hubert Burda Media. BurdaCreative war vor allem auf Kundenmagazinen in Business-to-Business spezialisiert. Die bekanntesten Kunden waren Allianz Global Investors mit dem Magazin Project M, Amway, Citroën mit dem Magazin Passion, die Deutsche Telekom mit dem Musik-Magazin Electronic Beats, die DHL mit Mein Paket, Edeka mit Mit Liebe, Franz Haniel & Cie., Clarins, Media-Saturn-Holding mit dem Magazin Turn On, Sennheiser und viele mehr.
Gegründet wurde das Unternehmen 1994 von dem ehemaligen Handelsblatt-Journalisten Manfred Hasenbeck als Yukom GmbH in München. Um Kapital für weiteres Wachstum zu erlangen, tat sich Hasenbeck mit Burda zusammen, und aus der eigenständigen Yukom wurde die weiterhin eigenständige BurdaYukom GmbH. Nach Hasenbecks Ausscheiden änderte der Burda-Konzern die Firmierung in Burda Creative Group GmbH. Geschäftsführer wurde der bisherige Verlagsleiter Christian Fill. 2015 erfolgte die Fusion mit KircherBurkhardt.

### Heute
Anfang Juli 2021 hat Burda die beiden Gründer Kircher und Burkhardt ausbezahlt und C3 zu 100 Prozent übernommen. 600 Mitarbeiter – wobei hier unter dem Begriff "Firmengruppe" auch eine erhebliche Zahl Burda-Verlagsmitarbeiter mitgezählt wird – entwickeln und realisieren an Standorten in München, Berlin, London, Hamburg, Stuttgart, Frankfurt, Zagreb, Prag und Ljubljana mit einem Partnernetzwerk Content-Marketing-Lösungen.

## Auszeichnungen (Auswahl)
Beide Unternehmen erhielten zahlreiche, auch internationale Auszeichnungen und Awards. Beim Kreativ-Ranking der Branchendienste war KircherBurkhardt zuletzt jeweils auf Platz eins, BurdaCreative unter den ersten fünf Plätzen. 2015 steht C3 Creative Code and Content bei allen drei Diensten auf Platz eins
- iF Design Award 2021: 2× Winner[14][15]
- German Brand Award: 1× Winner, 1× Gold[16]
- Best of Content Marketing 2020: 5× Gold, 19× Silber[17]
- Best of Content Marketing 2016 (bcm, früher BCP): 11× Gold, 25× Silber[18]
- Astrid Awards 2016: 2× Gold, 26× Silber, 3× Bronze[19][20]
- Mercury Awards 2016: 3× Gold, 1× Silber, 2× Bronze[21]